# Championnats du monde de VTT et de trial 2013
Pour les articles homonymes, voir Trial (homonymie).
Navigation
Saalfelden-Leogang 2012 Lillehammer-Hafjell 2014
Les Championnats du monde de VTT et de trial 2013 se déroulent à Pietermaritzburg en Afrique du Sud du 26 août au 1er septembre 2013.
Une cérémonie d'hommage s'est tenue pendant ces mondiaux en l'honneur du coureur de cross-country sud-africain Burry Stander, mort en janvier 2013 renversé par une voiture. De nombreux pilotes se sont rendus à cette cérémonie.

## Médaillés

### Cross-country
| Épreuves                | Or                                                                             | Or              | Argent                                                        | Argent       | Bronze                                                                | Bronze       |
| ----------------------- | ------------------------------------------------------------------------------ | --------------- | ------------------------------------------------------------- | ------------ | --------------------------------------------------------------------- | ------------ |
| Hommes                  | Nino Schurter Suisse                                                           | 1 h 40 min 17 s | Manuel Fumic Allemagne                                        | + 7 s        | José Antonio Hermida Espagne                                          | + 21 s       |
| Femmes                  | Julie Bresset France                                                           | 1 h 42 min 54 s | Maja Włoszczowska Pologne                                     | + 5 s        | Esther Süss Suisse                                                    | + 1 min 06 s |
| Hommes, moins de 23 ans | Gerhard Kerschbaumer Italie                                                    | 1 h 28 min 55 s | Julian Schelb Allemagne                                       | + 58 s       | Michiel van der Heijden Pays-Bas                                      | + 1 min 24 s |
| Femmes, moins de 23 ans | Jolanda Neff Suisse                                                            | 1 h 25 min 44 s | Pauline Ferrand-Prévot France                                 | + 2 min 26 s | Yana Belomoyna Ukraine                                                | + 3 min 45 s |
| Hommes, juniors         | Lukas Baum Allemagne                                                           | 1 h 20 min 06 s | Peter Disera Canada                                           | + 42 s       | Gioele Bertolini Italie                                               | + 1 min 02 s |
| Femmes, juniors         | Alessandra Keller Suisse                                                       | 1 h 18 min 24 s | Emilie Collomb Italie                                         | + 46 s       | Sarah Bauer Allemagne                                                 | + 1 min 01 s |
| Relais mixte            | Italie Marco Aurelio Fontana Gioele Bertolini Eva Lechner Gerhard Kerschbaumer | 58 min 12 s     | France Jordan Sarrou Raphaël Gay Julie Bresset Maxime Marotte | + 0 s        | Allemagne Markus Schulte-Luenzum Georg Egger Hanna Klein Manuel Fumic | + 2 min 21 s |

### Cross-country éliminatoire
| Épreuves | Or                           | Argent                     | Bronze                        |
| -------- | ---------------------------- | -------------------------- | ----------------------------- |
| Hommes   | Paul van der Ploeg Australie | Daniel Federspiel Autriche | Catriel Andrés Soto Argentine |
| Femmes   | Alexandra Engen Suède        | Jolanda Neff Suisse        | Linda Indergand Suisse        |

### Descente
| Épreuves        | Or                          | Or             | Argent                      | Argent         | Bronze                    | Bronze         |
| --------------- | --------------------------- | -------------- | --------------------------- | -------------- | ------------------------- | -------------- |
| Hommes          | Greg Minnaar Afrique du Sud | 3 min 58 s 058 | Michael Hannah Australie    | 3 min 58 s 454 | Jared Graves Australie    | 4 min 01 s 391 |
| Femmes          | Rachel Atherton Royaume-Uni | 4 min 28 s 043 | Emmeline Ragot France       | 4 min 36 s 675 | Tracey Hannah Australie   | 4 min 40 s 438 |
| Hommes, juniors | Richard Rude Jr. États-Unis | 4 min 06 s 640 | Loris Vergier France        | 4 min 12 s 367 | Michael Jones Royaume-Uni | 4 min 14 s 043 |
| Femmes, juniors | Tahnée Seagrave Royaume-Uni | 4 min 52 s 001 | Danielle Beecroft Australie | 4 min 59 s 513 | Tegan Molloy Australie    | 5 min 11 s 449 |

### Four Cross
| Épreuves | Or                          | Argent                   | Bronze                 |
| -------- | --------------------------- | ------------------------ | ---------------------- |
| Hommes   | Joost Wichman Pays-Bas      | Michael Měchura Tchéquie | Quentin Derbier France |
| Femmes   | Caroline Buchanan Australie | Katy Curd Royaume-Uni    | Céline Gros France     |

### Trial
| Épreuves                  | Or                                                                      | Or     | Argent                                                                     | Argent | Bronze                                                           | Bronze |
| ------------------------- | ----------------------------------------------------------------------- | ------ | -------------------------------------------------------------------------- | ------ | ---------------------------------------------------------------- | ------ |
| Hommes 26 pouces          | Vincent Hermance France                                                 | 14 pts | Gilles Coustellier France                                                  | 19 pts | Kenny Belaey Belgique                                            | 26 pts |
| Hommes 20 pouces          | Abel Mustieles Garcia Espagne                                           | pts    | Aurélien Fontenoy France                                                   | pts    | Benito Ros Charral Espagne                                       | pts    |
| Femmes                    | Tatiana Janickova Slovaquie                                             | pts    | Gemma Abant Condal Espagne                                                 | pts    | Janine Jungfels Australie                                        | pts    |
| Hommes, juniors 26 pouces | Jack Carthy Royaume-Uni                                                 | pts    | Nils-Obed Riecker Allemagne                                                | pts    | Jeremy Descloux France                                           | pts    |
| Hommes, juniors 20 pouces | Bernat Seuba Espagne                                                    | pts    | Thomas Pechhacker Autriche                                                 | pts    | Alex Rudeau France                                               | pts    |
| Par équipes               | Espagne Bernat Seuba Benito Ros Charral Rafael Tibau Gemma Abant Condal | pts    | France Aurélien Fontenoy Jeremy Descloux Gilles Coustellier Marion Porcher | pts    | Allemagne Lucas Krell Matthias Mrohs Hannes Herrmann Andrea Wesp | pts    |

## Tableau des médailles
| Rang  | Nation          | Or | Argent | Bronze | Total |
| ----- | --------------- | -- | ------ | ------ | ----- |
| 1     | Espagne         | 3  | 1      | 2      | 6     |
| 1     | Suisse          | 3  | 1      | 2      | 6     |
| 3     | Grande-Bretagne | 3  | 1      | 1      | 5     |
| 4     | France          | 2  | 7      | 4      | 13    |
| 5     | Australie       | 2  | 2      | 4      | 8     |
| 6     | Italie          | 2  | 1      | 1      | 4     |
| 7     | Allemagne       | 1  | 3      | 3      | 7     |
| 8     | Belgique        | 1  | 0      | 1      | 2     |
| 9     | Afrique du Sud  | 1  | 0      | 0      | 1     |
| 9     | États-Unis      | 1  | 0      | 0      | 1     |
| 9     | Slovaquie       | 1  | 0      | 0      | 1     |
| 9     | Suède           | 1  | 0      | 0      | 1     |
| 13    | Autriche        | 0  | 2      | 0      | 2     |
| 14    | Canada          | 0  | 1      | 0      | 1     |
| 14    | Pologne         | 0  | 1      | 0      | 1     |
| 14    | Tchéquie        | 0  | 1      | 0      | 1     |
| 17    | Argentine       | 0  | 0      | 1      | 1     |
| 17    | Pays-Bas        | 0  | 0      | 1      | 1     |
| 17    | Ukraine         | 0  | 0      | 1      | 1     |
| Total | Total           | 21 | 21     | 21     | 63    |